# 프랑스 해병대
프랑스 해병대(프랑스어: Troupes de marine; TDM)는 프랑스의 해병대이다.
1622년에 창설되었으며, 대다수 국가의 해병대가 해군에 소속되는 것과 달리 프랑스 해병대는 해군이 아닌 육군에 소속된다.

## 편성

### 대도시
- 챠드 행진연대 (RMT) in Meyenheim (기계화 보병)
- 해병보병전차연대, 푸아티에 (경기갑)
- 제1낙하산해병보병연대 (1er RPIMA) in 바욘 (공수 보병/특수부대)
- 제3낙하산해병보병연대 (3e RPIMa) in 카르카손 (공수 보병)
- 제8낙하산해병보병연대 (8e RPIMa) in Castres (공수 보병)
- 제1해병보병연대 (1er RIMa) in 앙굴렘 (경기갑)
- 제2해병보병연대 (2e RIMa) in 르망 (보병)
- 제3해병보병연대 (3e RIMa) in 반 (보병)
- 제21해병보병연대 (21e RIMa) in Fréjus (보병)
- 제1해병포병연대 (1er RAMa) in 샬롱앙샹파뉴 (포병)
- 제3해병포병연대 (3e RAMa) in Canjuers (포병)
- 제11해병포병연대 (11e RAMa) in Saint-Aubin-du-Cormier (포병)

### 에뜨랑제
- 제2낙하산해병보병연대 (2e RPIMa) in 피에르퐁 (레위니옹) (공수 보병)
- 제5해외혼성연대 (5e RIAOM) in 지부티
- 제6해병보병대대 (6e BIMa) in 리브르빌 (가봉) (보병)
- 제9해병보병연대 (9e RIMa) in 카옌 (프랑스령 기아나) (보병)
- 제33해병보병연대 (33e RIMa) in 포르드프랑스 (마르티니크) (보병)
- 태평양해병보병연대 - 뉴칼레도니아 (RIMaP-NC) in 누메아 뉴칼레도니아 (보병)
- 태평양해병보병연대 - 파페에테 (RIMaP-P) in 파페에테 (보병)

## 같이 보기
- 티라이외르
- 프랑스 식민제국 기 목록
- 프랑스 식민제국
- 프랑스의 식민지 목록